# Cabocla (telenovela de 2004)
Cabocla (también conocida como: La mestiza) es una telenovela brasileña producida y emitida por TV Globo en 2004. 
Es la tercera adaptación para la televisión del libro homónimo de 1931, del escritor Ribeiro Couto. Es una nueva versión exacta de la telenovela Cabocla, emitida en 1979 y escrita por Benedito Ruy Barbosa. Fue dirigida por Fred Mayrink, André Felipe Binder y Pedro Vasconcelos, con la dirección general de José Luiz Villamarim y Rogério Gomes sobre núcleo de Ricardo Waddington.
Protagonizada por Vanessa Giácomo, Daniel de Oliveira, Regiane Alves y Dalton Melo con las participaciones antagónicas de Malvino Salvador y Mauro Mendonça. Cuenta con la actuación estelar de lo primero actor Tony Ramos.

## Trama
La trama gira en torno a la disputa por tierras entre dos coroneles; el Coronel Boanerges (Tony Ramos) y el Coronel Justino (Mauro Mendonça); y el amor entre Zuca y Luís Jerônimo.
Luís Jerônimo (Daniel de Oliveira) es un muchacho mujeriego y rico. Este decide pasar una temporada en la hacienda de su primo para curar una neumonía y así evitar que la enfermedad evolucione hacia una tuberculosis. Al llegar a la ciudad, se hospeda una noche en el hotel del matrimonio compuesto por Bina y José (Zé). Con solo una noche hospedándose en ese lugar, Luís Jerônimo queda encantando con la hija de Zé y Bina, Zuca (Vanessa Giácomo). El amor nace entre ellos, sin embargo, se enfrentarán a los problemas producto de las diferencias sociales y del hecho de que Zuca esté prometida a Tobias (Malvino Salvador).

## Elenco

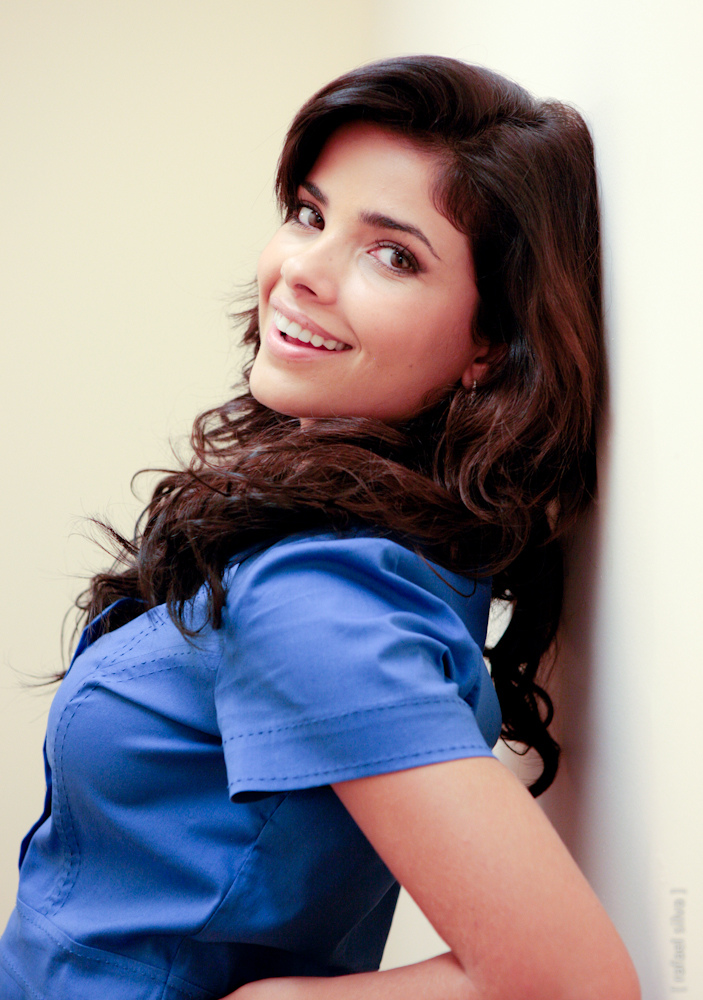
Vanessa Giácomo Zuca
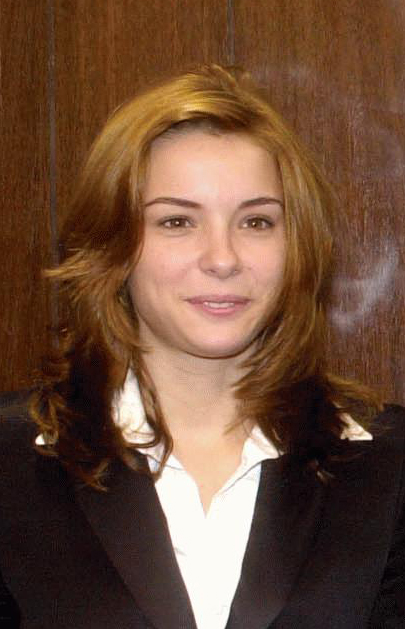
Regiane Alves Belinha
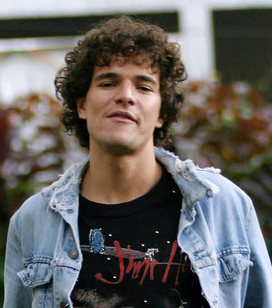
Daniel de Oliveira Luís
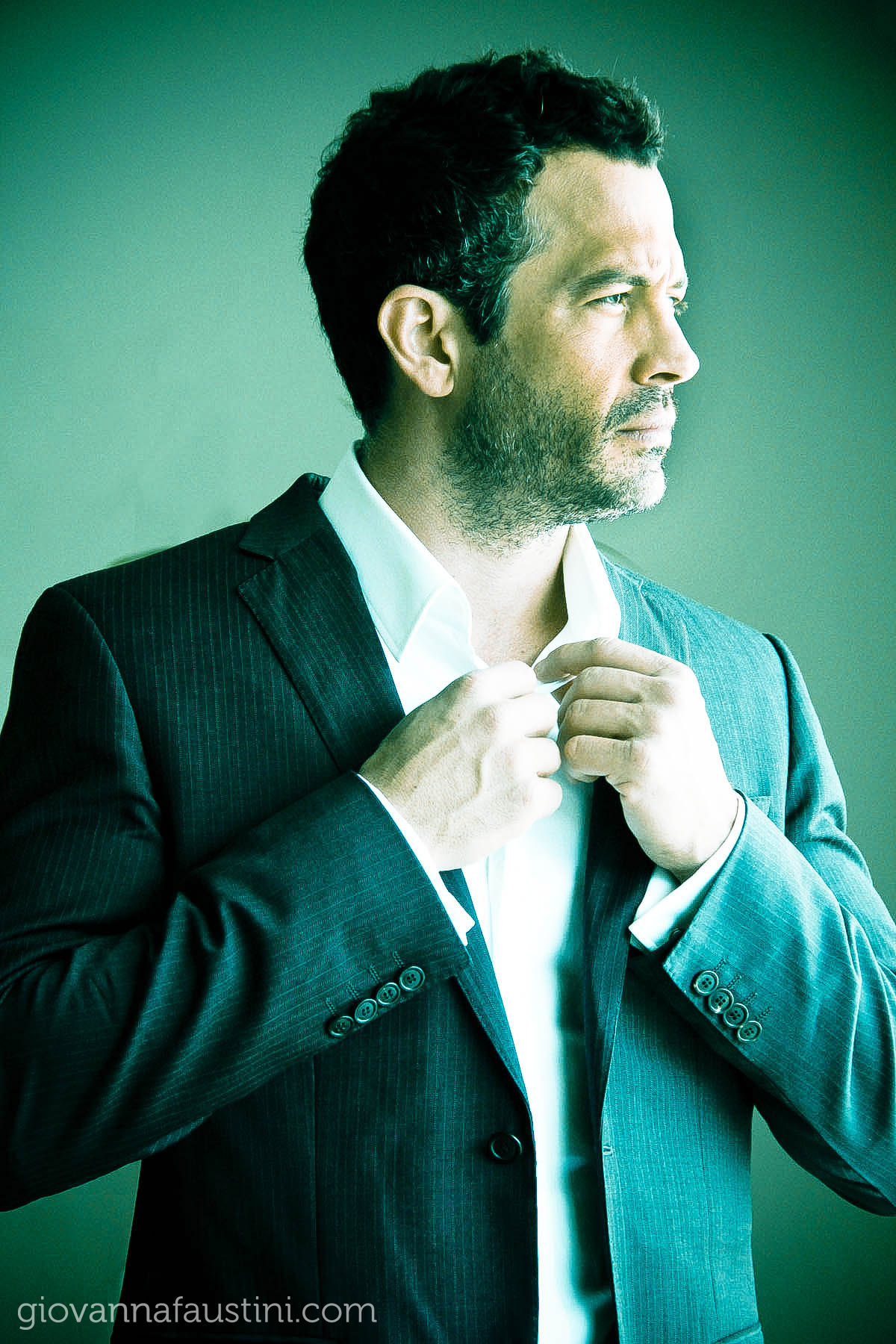
Malvino Salvador Tobias
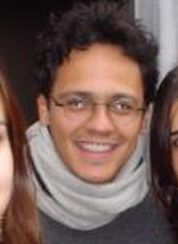
Danton Mello Neco
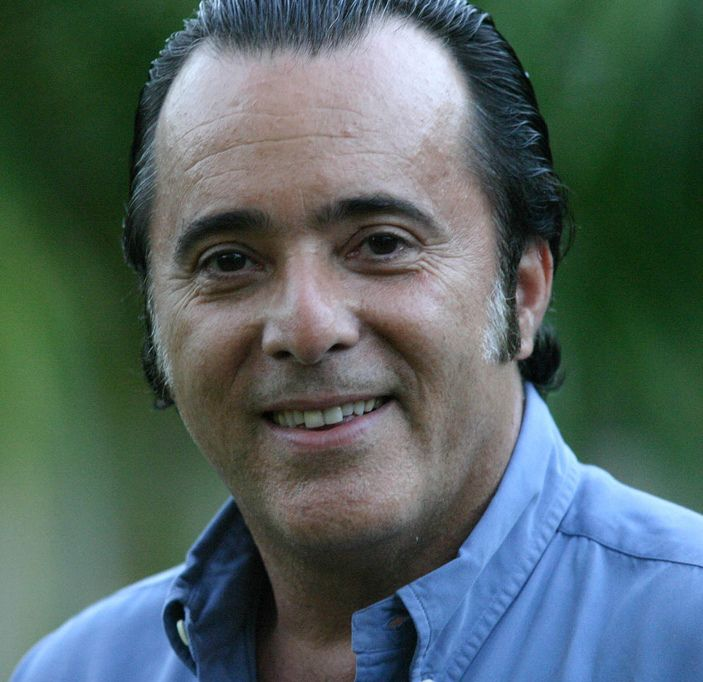
Tony Ramos Boanerges
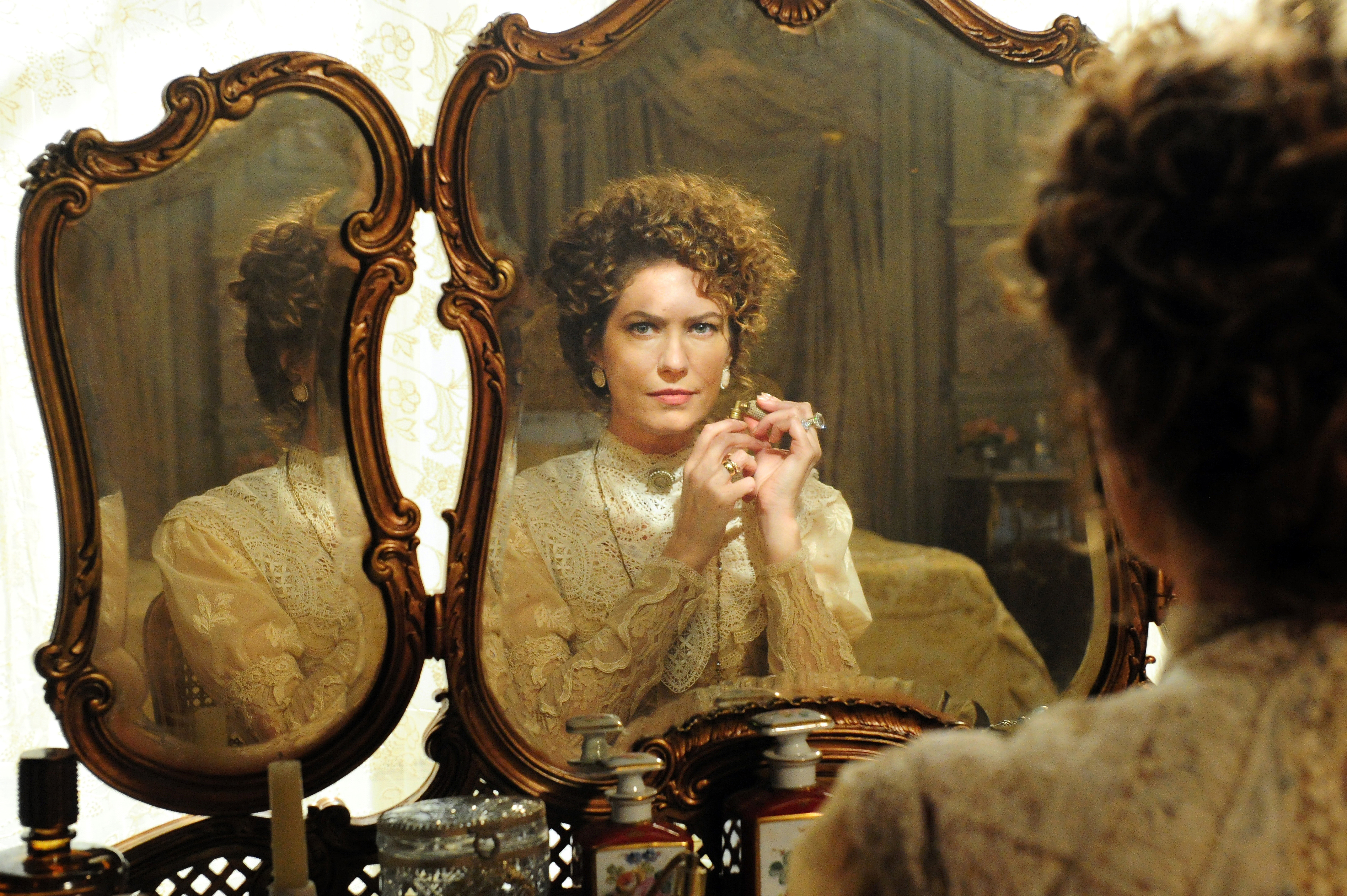
Patrícia Pillar Emerenciana

| Actor/Actriz          | Personaje                                             | Interpretado(a) en la versión original por |
| --------------------- | ----------------------------------------------------- | ------------------------------------------ |
| Vanessa Giácomo       | Zuca (Zulmira de Oliveira Vieira Pires)               | Glória Pires                               |
| Daniel de Oliveira    | Luís Jerônimo Vieira Pires                            | Fábio Júnior                               |
| Tony Ramos            | Coronel Boanerges de Sousa Pereira                    | Cláudio Corrêa e Castro                    |
| Mauro Mendonça        | Coronel Justino (Manuel Justino Caldas)               | Gilberto Martinho                          |
| Patrícia Pillar       | Emerenciana de Sousa Pereira (Ciana)                  | Neuza Amaral                               |
| Regiane Alves         | Belinha (Elizabeth de Sousa Pereira Junqueira Caldas) | Simone Carvalho                            |
| Danton Mello          | Neco (Manuel Junqueira Caldas)                        | Kadu Moliterno                             |
| Malvino Salvador      | Tobias de Oliveira Pinto                              | Roberto Bonfim                             |
| Carolina Kasting      | Mariquinha (Maria Junqueira Caldas)                   | Fátima Freire                              |
| Eriberto Leão         | Tomé                                                  | Maurício do Valle                          |
| Maria Flor            | Tina (Cristina de Oliveira Pinto)                     | Patrícia Bueno                             |
| Reginaldo Faria       | Joaquim Vieira Pires                                  | Milton Moraes                              |
| Elena Toledo          | Pepa, la Sevillana (Pepa Junqueira Caldas)            | Arlete Salles                              |
| Vanessa Gerbelli      | Rosa de Oliveira Pinto                                | Sandra Barsotti                            |
| Vera Holtz            | Generosa de Oliveira Pinto                            | Yara Salles                                |
| Sebastião Vasconcelos | Felício Pinto                                         | Oswaldo Louzada                            |
| Jussara Freire        | Siá Bina (Balbina de Oliveira)                        | Ana Ariel                                  |
| Edwin Luisi           | Dom Arsênio Miranda                                   | Jardel Filho                               |
| Otávio Augusto        | Zé da Estação (José de Oliveira)                      | Carlos Duval                               |
| Othon Bastos          | Dr. Edmundo Esteves                                   | Roberto Murtinho                           |
| Leonardo Villar       | Padre Genésio                                         | Gianfrancesco Guarnieri                    |
| Paulo de Almeida      | Tonho                                                 | Ney Latorraca                              |
| Oscar Magrini         | Capitão Macário                                       | Kleber Drable                              |
| John Herbert          | Vigário Gabriel                                       | Paulo Pinheiro                             |
| Marcelo Gonçalves     | Fernão                                                | Paulo José                                 |
| Paulo Vespúcio        | Desidério                                             | Lutero Luiz                                |
| Raphael Rodrigues     | Pedrinho                                              | Antônio Pompêo                             |
| Raymundo de Souza     | Jorge Adib                                            | Benjamin Cattan                            |
| Umberto Magnani       | Coronel Chico Bento (Francisco Bento)                 | Mário Polimeno                             |
| Nizo Neto             | Irineu                                                | Élcio Romar                                |
| Jardel Mello          | Coronel Olavo                                         | Carlos Vereza                              |
| Alexandre Rodrigues   | Zaqueu                                                | Cosme dos Santos                           |
| Mareliz Rodrigues     | Pequetita Novais Vieira Pires                         | Ísis Kochdoski                             |
| Roberta Rodrigues     | Julieta                                               | Marlene Figueiró                           |
| Luciano Huck          | Xexéu                                                 | José Maria Monteiro                        |
| Cosme dos Santos      | Nastácio                                              | Gilberto Costa                             |
| Cláudio Gabriel       | Onofre                                                | Diogo Vilela                               |
| Edyr de Castro        | Maria                                                 | Eloí Cruz                                  |
| Ernani Moraes         | Barão de Pindamonhangaba (Fernando Romero)            | Rafael de Carvalho                         |
| Henrique César        | Delegado André                                        | Francisco Dantas                           |
| Rogério Falabella     | Dr. Teles                                             | Cahuê Filho                                |
| Aisha Jambo           | Ritinha                                               | Íris Nascimento                            |
| Cláudio Galvan        | Chico da Venda (Francisco do Espírito Santo)          | Augusto Olímpio                            |
| Vitor Hugo            | Tião                                                  | José Wilker                                |
| Ana Ariel             | Rute                                                  | Léa García                                 |

- Vanessa Giácomo 
 Zuca
- Regiane Alves 
Belinha
- Daniel de Oliveira 
 Luís
- Malvino Salvador 
 Tobias
- Danton Mello 
Neco
- Tony Ramos 
Boanerges
- Patrícia Pillar 
Emerenciana